# WOZZECK
«WOZZECK» (Trap-opera)  — це опера (музично-театральний перформанс) українських композиторів Романа Григорів та Іллі Разумейко (формації NOVA OPERA), створена у 2017 році на лібретто та за участі поета Юрія Іздрика.

## Історія створення
Влітку 2017 року композитори Роман Григорів та Ілля Разумейко запросили Юрія Іздрика взяти участь у фестивалі PORTO FRANKO, де поет та перформер виступив у мінімалістичному нічному сеті разом із австрійськими музикантами Даміаном Келлером та Алірезою Тогіяні.
Після цього народилася ідея створити спільний проект Іздрика та музикантів NOVA OPERA. Перший ескіз Trap-opera WOZZECK прозвучав в липні 2017 року в арт-дворику на вулиці Іллінській в Києві.
Солюючу функцію в опері виконав дует поета Юрія Іздрика та співачки, солістки NOVA OPERA Мар'яни Головко.
Після серії репетицій восени 2017 року, які проходили в студії Національної спілки композиторів України на вулиці Євгена Чикаленка 32, прем'єра опери відбулась 18 грудня 2017 року в столичному клубі Atlas. Оскільки в цей день в Києві був надзвичайний снігопад основна частина публіки не змогла потрапити на перформанс, який закінчився фінансовим фіаско для організаторів заходу та музикантів.

## Особливості опери

### Лібретто та музика
Назва опери апелює до роману Юрія Іздрика Воццек & воццекургія та опери Воццек Альбана Берга водночас. В якості лібретто використані вірші Юрія Іздрика зрілого періоду, фрагменти вищезгаданого роману, українські народні та латинські сакральні тексти.
В опері звучать в якості цитат уривки з опери Воццек Альбана Берга та фрагменти клавесинної сонати Доменіко Скарлатті. Музика опери має просту номерну структуру, музичні номери чергуються із інструментально-електронними імпровізаціями та речитативами поета. Фрагменти музики з опери були використані у трансформованому вигляді у футуристичній опері Aerophonia та в інших музично-театральних перформансах NOVA OPERA.

### Дійові особи та виконавці[7]
| Артист                                   | Роль                  | Інструмент / голос            |
| ---------------------------------------- | --------------------- | ----------------------------- |
| Марьяна Головко                          | Анна — Марія          | Сопрано                       |
| Юрій Іздрик                              | Войцек, він же Іздрик | Голос, драм-машина            |
| Андрій Кошман                            | Вокаліст              | Баритон                       |
| Жанна Марчинська                         | Віолончелістка        | Віолончель                    |
| Андрій Надольский                        | Ударник               | Ударна установка              |
| Георгій Потопальский                     | Електронщик           | Сінтезатори, лайф-електроніка |
| Роман Григорів                           | Диригент              | Контрабас, гітара,            |
| Ілля Разумейко                           | Музикант              | Клавіші, голос                |
| Візуальне художнє оформлення перформансу |                       |                               |
| Святослав Зень                           | Анімація              | Анімація                      |
| Ярослав Костенко                         | Відео                 | Відео                         |
| Марія Волкова                            | Художник по світлу    | Художник по світлу            |